# Enigma (muziekproject)
Enigma is een Duits muziekproject, oorspronkelijk gestart in 1990 door Michael Cretu. Wereldwijd zijn er naar schatting ruim 70 miljoen cd's verkocht.

## Geschiedenis
De in Roemenië geboren Cretu bedacht het Enigma-project terwijl hij werkte in Duitsland, maar had zijn opnamestudio A.R.T. Studios op Ibiza in Spanje. Van begin jaren 1990 tot mei 2009 zijn hier alle opnames gemaakt voor de Enigma-albums. Cretu is zowel de componist als producent van het project. Zijn toenmalige vrouw Sandra zong regelmatig op diverse nummers. Hij werd bijgestaan door muzikanten Peter Cornelius, Frank Peterson, Jens Gad en tekstschrijver David Fairstein. Peterson verliet het project na het eerste album om zich te richten op Gregorian.
In december 1990 kwam het debuutalbum van Enigma uit, genaamd MCMXC a.D., dat wereldwijd 57 platina prijzen kreeg uitgereikt, en bovenaan de hitlijsten kwam te staan in 41 landen. Het album was Cretu's eerste commerciële succes, met name door de wereldwijde hit-single "Sadeness (Part I)", die gregoriaanse gezangen mixte met stevige dancebeats. Voor de gezangen waren oude opnames gebruikt van de Spaanse benedictijner monniken van de abdij Santa Domingo de los Silos, en van het Münchener koor Capella Antiqua. De titel van het album MCMXC a.D. is het Romeinse cijfer voor het jaartal 1990.
Voordat het album uitkwam was Cretu voorzichtig met de kritiek richting het geplande album, en besloot om af te zien van het vermelden van de echte namen van de medewerkers. Hij gebruikte als alias Curly M.C. en uitgebreide informatie ontbrak, zodat er een mysterie ontstond over de scheppers en het project zelf. Tijdens een interview vertelt Cretu dat hij de focus op de muziek wilde richten, en niet zozeer wie de personen achter de muziek zijn.
In 1993 kreeg Cretu het aanbod voor het componeren van de soundtrack van de film Sliver. Hij sloeg dit aanbod af, maar kwam wel met de nummers "Carly's Song" en "Carly's Loneliness", die uiteindelijk in de film zijn gebruikt.
In datzelfde jaar kwam het album The Cross of Changes uit. Er zijn 6 miljoen kopieën van verkocht binnen een jaar. Ook was er controverse over het samplen van andere bronnen.
In 1996 kwam Le Roi est mort, vive le Roi! (Frans voor "De koning is dood. Leve de koning!") uit. Cretu's idee was om dit album een 'kind' van de twee voorgaande te zijn, met bekende elementen en gezangen van het Gregoriaans en Sanskriet. Het succes viel tegen ten opzichte van de voorgaande albums.
In 2000 was er The Screen Behind the Mirror, met samples van Carl Orff's Carmina Burana. Deze keer minder gregoriaans, maar wel met de bekende shakuhachi-fluit. Zangeres Ruth-Ann Boyle van de band Olive en zanger Andru Donalds maken hun debuut op het Enigma-project.
In 2001 bracht Cretu een nieuwe single uit genaamd "Turn Around", samen met de albums Love Sensuality Devotion: The Greatest Hits en Love Sensuality Devotion: The Remix Collection, om naar eigen zeggen het eerste hoofdstuk van Enigma af te sluiten.
Het album Voyageur kwam uit in 2003 en markeerde een verandering voor het Enigma-project. Praktisch alle prominente Enigma-elementen, zoals de gregoriaanse gezangen en de shakuhachi-fluit, zijn afwezig. Niet alle fans konden dit waarderen, en de verkoop viel lager uit dan verwacht.
Op 26 september 2006 kwam het zesde studioalbum uit, genaamd A posteriori. Dit album werd wereldwijd gelanceerd en is meer techno en pop georiënteerde elektronische muziek. Het concept is gebaseerd op de wetenschappen astronomie, natuurkunde, geschiedenis en sociologie. Een dvd-versie van A posteriori werd beschikbaar in december 2006. Hierop waren beelden van een caleidoscoop te zien, gesynchroniseerd met de muziek in surround sound.
In 2008 kwam het zevende album Seven Lives Many Faces uit. De single "Seven Lives" is een fusie van moderne en klassieke elementen.
Om het twintigste jubileum van het eerste album, MCMXC a.D. te vieren, begon Cretu het "Enigma Social Song" project. Enigma-fans konden vocalen voor een nieuw nummer insturen, evenals de stijl en specifieke muziekelementen, waarop het publiek kon stemmen. De Letse zangeres Fox Lima won, en is te horen in het refrein. Het uiteindelijke nummer heet "MMX The Social Song". MMX is hier een verwijzing naar het Romeinse cijfer 2010, als knipoog naar MCMXC (1990), het album waar het mee begon.
Op 19 maart 2015 kondigde Michael Cretu op Twitter aan dat de opnames voor een achtste Enigma-album waren gestart. In augustus werd bekend dat het album The Fall of a Rebel Angel gaat heten en in november 2016 wordt uitgebracht. Voor het album werd er samengewerkt met de Indonesische zangeres Anggun, het Britse electropop-duo Aquilo, de Braziliaanse zanger Mark Josher, en de Israëlische folkband Nanuk.

## Invloed
De eerste twee studioalbums van Enigma leidden tot populariteit van andere bands, die deze "Enigmatic" muziekstijl gingen nabootsen. Het eerste album was belangrijk voor toekomstige mainstream new age-muziek. Niet alleen qua genre maar ook technisch gezien wat betreft sampling. Samples werden eerder gebruikt in muziek, maar Cretu bouwde zijn muziek om hele passages opgenomen stukken. Zijn methode was niet het remixen maar recontextualisering — het veranderen van de natuurlijke omgeving. Dit was een nieuwe manier van componeren, die werd overgenomen door andere artiesten.
Era en Gregorian zijn twee noemenswaardige groepen die veel gregoriaanse gezangen in hun eigentijdse muziek verwerken. Enigma en Deep Forest worden door velen beschouwd als pioniers voor het brengen van oriëntaalse gezangen naar het grote publiek. Jens Gad, gitarist op enkele Enigma-albums, heeft met zijprojecten Achillea en Enigmatic Obsession een vergelijkbare Enigma-sfeer weten neer te zetten. Enigma werd ook genoemd als grote invloed op het muziekproject Schiller.

## Studio
Michael Cretu nam de eerste vijf Enigma-albums op in zijn eigen A.R.T. Studios op het Spaanse eiland Ibiza. Van 1988 tot 2001 was de studio in zijn huis in Santa Eulària des Riu, en van 2001 tot 2008 op de heuvels nabij Sant Antoni de Portmany. De studio was ontworpen en gebouwd door Gunter Wagner en Bernd Steber. Het zesde en zevende album was opgenomen met een mobiel systeem genaamd Alchemist. In 2010 nam Cretu een nieuw systeem in gebruik, genaamd Merlin.
Alle opnames waren gemaakt op een Pro Tools-systeem met Emagic's Logic Audio Platinum software. Daarnaast zijn veel externe soundmodules, samplers en effectapparatuur gebruikt.

## Medewerkers
Op de albums zijn de volgende muzikanten betrokken geweest.
- Michael Cretu (1990-heden)
- Sandra Cretu (1990–2003)
- Frank Peterson (1990–1991)
- Peter Cornelius (1990–1994)
- David Fairstein (1990–1997)
- Jens Gad (1997–2003)

Zangers:
- Michael Cretu: op bijna elk album
- Sandra Cretu: op bijna elk album
- Louisa Stanley: op albums E1, E3 en E6
- Elisabeth Houghton: op het E4-album
- Andreas Harde ("Angel X"): op single "Return to Innocence"
- Ruth-Ann Boyle: te horen in meerdere tracks op albums E4 en E5
- Andru Donalds: op de albums E4 en E5

## Discografie

### Albums
| Album met eventuele hitnotering(en) in de Nederlandse Album Top 100 | Datum van verschijnen | Datum van binnenkomst | Hoogste positie | Aantal weken | Opmerkingen   |
| ------------------------------------------------------------------- | --------------------- | --------------------- | --------------- | ------------ | ------------- |
| MCMXC a.D.                                                          | 1990                  | 15-12-1990            | 5               | 25           |               |
| MCMXC a.D. (The Limited Edition)                                    | 1991                  | 30-11-1991            | 58              | 13           |               |
| The Cross of Changes                                                | 1993                  | 18-12-1993            | 5               | 44           |               |
| The Cross of Changes (The Limited Edition)                          | 1994                  |                       |                 |              |               |
| Le Roi Est Mort, Vive Le Roi                                        | 1996                  | 07-12-1996            | 4               | 19           |               |
| The Screen Behind the Mirror                                        | 2000                  | 29-01-2000            | 4               | 18           |               |
| LSD - Love, Sensuality, Devotion - The Greatest Hits                | 2001                  | 27-10-2001            | 10              | 23           | Verzamelalbum |
| LSD - Love, Sensuality, Devotion - The Remix Collection             | 2001                  | -                     |                 |              | Remixalbum    |
| Voyageur                                                            | 2003                  | 20-09-2003            | 13              | 9            |               |
| 15 Years After                                                      | 2005                  | -                     |                 |              | Box set       |
| A Posteriori                                                        | 2006                  | 30-09-2006            | 8               | 12           |               |
| Seven Lives Many Faces                                              | 2008                  | 27-09-2008            | 22              | 8            |               |
| The Platinum Collection                                             | 2009                  |                       |                 |              | Box set       |
| The Fall of a Rebel Angel                                           | 2016                  | 19-11-2016            | 29              | 2            |               |

| Album met hitnotering(en) in de Vlaamse Ultratop 200 albums | Datum van verschijnen | Datum van binnenkomst | Hoogste positie | Aantal weken | Opmerkingen   |
| ----------------------------------------------------------- | --------------------- | --------------------- | --------------- | ------------ | ------------- |
| The Screen Behind The Mirror                                | 2000                  | 05-02-2000            | 28              | 6            |               |
| LSD - Love, Sensuality, Devotion - The Greatest Hits        | 2001                  | 27-10-2001            | 9               | 11           | Verzamelalbum |
| Voyageur                                                    | 2003                  | 27-09-2003            | 39              | 2            |               |
| A Posteriori                                                | 2006                  | 07-10-2006            | 65              | 4            |               |
| Seven Lives Many Faces                                      | 2008                  | 27-09-2008            | 52              | 4            |               |

### Singles
| Single met eventuele hitnotering(en) in de Nederlandse Top 40 | Datum van verschijnen | Datum van binnenkomst | Hoogste positie | Aantal weken | Opmerkingen              |
| ------------------------------------------------------------- | --------------------- | --------------------- | --------------- | ------------ | ------------------------ |
| Sadeness (Part I)                                             | 1990                  | 24-11-1990            | 1(1wk)          | 13           | TROS Paradeplaat Radio 3 |
| Mea Culpa (Part II)                                           | 1991                  | 09-03-1991            | 16              | 6            |                          |
| Principles Of Lust                                            | 1991                  | -                     |                 |              |                          |
| The Rivers Of Believe                                         | 1992                  | -                     |                 |              |                          |
| Return to Innocence                                           | 1994                  | 15-01-1994            | 6               | 13           |                          |
| The Eyes Of Truth                                             | 1994                  | 14-05-1994            | 38              | 2            |                          |
| Age Of Loneliness                                             | 1994                  | 20-08-1994            | tip7            | -            |                          |
| Out From The Deep                                             | 1995                  | -                     |                 |              |                          |
| Beyond The Invisible                                          | 1996                  | 02-11-1996            | tip4            | -            |                          |
| T.N.T. For The Brain                                          | 1996                  | -                     |                 |              |                          |
| Gravity Of Love                                               | 1999                  | -                     |                 |              |                          |
| Push The Limits                                               | 2000                  | -                     |                 |              |                          |
| Turn Around                                                   | 2001                  | -                     |                 |              |                          |
| Voyageur                                                      | 2003                  | -                     |                 |              |                          |
| Following The Sun                                             | 2003                  | -                     |                 |              |                          |
| Boum-Boum                                                     | 2004                  | -                     |                 |              |                          |
| Hello And Welcome                                             | 2005                  | -                     |                 |              |                          |
| Seven Lives                                                   | 2008                  | -                     |                 |              |                          |
| La Puerta del Cielo                                           | 2008                  | -                     |                 |              |                          |
| Sadeness (Part II)                                            | 2016                  | -                     |                 |              |                          |
| Amen (feat. Aquilo)                                           | 2016                  | -                     |                 |              |                          |

### NPO Radio 2 Top 2000
| Nummer met noteringen in de NPO Radio 2 Top 2000 | '00 | '01 | '02 | '03 | '04  | '05  | '06  | '07  | '08  | '09  | '10  | '11  | '12  | '13  | '14  | '15  | '16  | '17  | '18  | '19  |
| ------------------------------------------------ | --- | --- | --- | --- | ---- | ---- | ---- | ---- | ---- | ---- | ---- | ---- | ---- | ---- | ---- | ---- | ---- | ---- | ---- | ---- |
| Sadeness                                         | 580 | 889 | 763 | 655 | 1176 | 1316 | 1115 | 1387 | 1094 | 1705 | 1495 | 1482 | 1071 | 1364 | 1477 | 1639 | 1869 | 1798 | 1978 | 1968 |

1. ↑  Een vetgedrukt getal geeft de hoogste notering aan.
2. ↑  2000 was het eerste jaar met een notering voor dit nummer.
3. ↑  Deze tabel is bijgewerkt tot en met de meest recente editie (2024).

## Videografie
- Remember The Future (2001, dvd)
- MCMXC a.D. The Complete Album (2003, dvd)
- A posteriori (2006, dvd)

## Prijzen en onderscheidingen
- World Music Awards
- Duitse ECHO-muziekprijzen
- Wereldwijd meer dan 100 platina onderscheidingen